# 磐田市竜洋なぎの木会館
磐田市竜洋なぎの木会館（いわたしりゅうようなぎのきかいかん）は、静岡県磐田市豊岡6605-3にある文化施設である。旧磐田郡竜洋町内では唯一の文化振興施設である。
主にコンサートや演劇・舞踊に利用されている大小ホール、計10室程度の談話室や会議室などを備える複合文化施設である。磐田市立竜洋図書館が併設されている。鉄骨鉄筋コンクリート造4階建て一部鉄筋コンクリート造3階建て。延床面積は6,169.3m2。施工は淺沼組。

## 歴史
- 1991年（平成3年）8月1日 - 着工。
- 1993年（平成5年）2月20日 - 竣工。
- 1993年（平成5年）4月1日 - 開館。

## 施設・座席数
- 大ホール（869席）
- 小ホール（132席）
- 楽屋
- リハーサル室
- 談話室3室
- 会議室7室
- 学習室
- 和室2室

## 利用案内
- 交通アクセス - 磐田市生活バス路線掛塚・磐田駅線（とつか系統）「なぎの木会館」停留所から徒歩約4分。（JR東海道線豊田町駅からバスで約15分）
- 開館時間 - 9:00～21:30
- 休館日 - 月曜日